# Gordon B. Hinckley
Gordon Bitner Hinckley (23 de junio de 1910-27 de enero de 2008), religioso y decimoquinto presidente de La Iglesia de Jesucristo de los Santos de los Últimos Días desde 1995, cuando murió su predecesor Howard W. Hunter, hasta su muerte en 2008.

## Vida
Gordon Bitner Hinckley nació en Salt Lake City, Utah (Estados Unidos) el 23 de junio de 1910, en el seno de una familia cuyas raíces SUD datan desde los días de los pioneros mormones. Sus padres eran descendientes del colono mormón Ezra B. Hinckley cuya esposa murió en la travesía hacia el territorio de Utah, dejando a su padre a cargo de su único hijo.
Hinckley fue bautizado por su padre, Bryant, el 28 de abril de 1919 y terminó la secundaria en 1928. Después de obtener una licenciatura en periodismo en la Universidad de Utah (1932) y antes de comenzar estudios posgrado en Universidad de Columbia, sirvió como misionero para su Iglesia en Londres (Inglaterra) en 1933. Volvió a los Estados Unidos en 1935 donde poco tiempo después aceptó una oferta de trabajo para conducir el nuevo departamento de las relaciones públicas de su Iglesia. Dentro de sus responsabilidades se incluían la de desarrollar las difusiones de la nueva radio de la Iglesia y hacer uso de las nuevas tecnologías de la comunicación. A partir de 1937 desempeñó servicios en la presidencia general de la escuela dominical de la Iglesia. El 29 de abril de 1937, contrajo matrimonio con Marjorie Pay (1911-2004) en el Templo de Salt Lake City. La pareja tuvo tres hijas y dos hijos varones.

## Quórum de los 12 apóstoles
Fue nombrado Autoridad General de la Iglesia como asistente del Quórum de los Doce Apóstoles en 1958, un cargo que actualmente no existe. En 1961 le nombraron al Quórum de los Doce Apóstoles, el más joven de aquel entonces.
En la primera mitad de los años 1980, por la mala salud del presidente Spencer W. Kimball y de sus consejeros N. Eldon Tanner y Marion G. Rommey condujo la presidencia de la Iglesia al recurrir a la práctica ocasional de agregar a un consejero adicional a la Primera Presidencia, y Hinckley llenó esta posición el 23 de julio de 1981. Con la muerte de Tanner en 1982, Romney fue llamado a ser el primer consejero y Hinckley como segundo.
En esos tiempos, Hinckley llevaba gran parte de las cargas de la primera presidencia misma en sus hombros. Y aunque era oficialmente el segundo consejero, en la prensa se le refería como "presidente temporario de la Iglesia." Kimball y Romney permanecían en gran parte fuera del ojo público hasta que el presidente Kimball murió en noviembre de 1985.

## Primera Presidencia
Ezra Taft Benson, quien había sido presidente de los doce por mucho tiempo, fue ordenado presidente de la iglesia al fallecer Kimball y nombró a Hinckley como su primer consejero. Romney subsiguió a Benson como presidente de los doce, aunque él nunca ejercitó los deberes de esta posición. Thomas S. Monson fue llamado a servir como segundo consejero y, por un tiempo, los tres miembros de la primera presidencia lograron realizar sus deberes.

## Presidente de la Iglesia

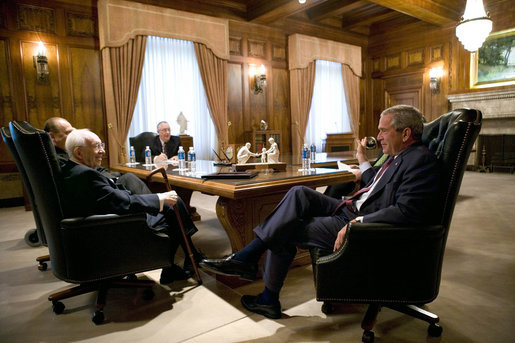
El presidente de los Estados Unidos George W. Bush con Gordon B. Hinckley.

En la primera mitad de los 90, Benson desarrolló serios problemas de salud que le apartaron de la vida pública, y el primer consejero Hinckley realizó otra vez muchos de los deberes del Presidente de la Iglesia hasta que Benson murió en 1994. Howard W. Hunter que había sucedido a Romney como presidente de los Doce, fue llamado a servir como presidente de la Primera Presidencia y confirmó a Hinckley y Monson como sus consejeros; convirtiendo automáticamente a Hinckley en el presidente de los Doce por su antigüedad como apóstol. Y cuando Hunter murió después de una presidencia de solamente nueve meses, Hinckley fue llamado para ser presidente de la Iglesia a la edad de 84, después de ser unánimemente sostenido por los miembros del Quórum de los Doce Apóstoles.
Vigoroso para su edad, Hinckley condujo a la Iglesia de Jesucristo de los Santos de los Últimos Días desde el 12 de marzo de 1995, convirtiéndose en el presidente de mayor edad en la historia de la Iglesia y el segundo en llevar la Iglesia a través de un cambio milenial (Lorenzo Snow dirigió la Iglesia del siglo XIX al siglo XX). Hinckley viajó más distancia alrededor del mundo en comparación con los 15 presidentes que le precedieron, cubriendo más de 400 000 kilómetros en docenas de naciones. A la edad de 95 años, Hinckley viajó unos 40 000 kilómetros en una gira de siete países: Vladivostok, Rusia; Taipéi, Taiwán; Hong Kong, China; Delhi, India; Nairobi, Kenia; Aba, Nigeria; y Seúl, Corea del Sur.
A Hinckley se le conocía por su gran deseo de construir templos. Bajo su dirección, la Iglesia de Jesucristo amplió el número de templos de 27 a 119 (mayo de 2005, con 10 anunciados o bajo construcción). En 2000 solamente, Hinckley construyó más templos (34) de los que habían existido cuando le llamaron a ser parte de la presidencia. Hinckley también ha supervisado otros proyectos de construcción como el Centro de Conferencias que tomó el lugar del viejo tabernáculo donde los Santos de los Últimos Días se reúnen en conferencias semianuales o conferencias generales. La edificación cubre sobre los 130 000 m², acomodando más de 21 200 personas cada conferencia en su auditorio principal.
El 23 de septiembre de 1995 anunció y leyó el documento La familia: una proclamación para el mundo un documento que enfatiza el significado de la familia y los consejos dados por la primera presidencia y Quórum de los Doce.
Hinckley ha subrayado la naturaleza sagrada del cuerpo humano y ha animado a miembros de la Iglesia que se abstengan de hacerse tatuajes. En la conferencia general de la Sociedad de Socorro llevada a cabo en septiembre de 2000, hizo hincapié contra la práctica de los hombres que usan pendientes o mujeres que usan más de un par de pendientes. Este consejo ha tenido un gran impacto en el comportamiento y las opciones de los miembros de la Iglesia con respecto a su aspecto. En marzo de 2001 anunció y puso en marcha el Fondo Perpetuo para la Educación.
El 22 de julio de 2005, los amigos del presidente Hinckley realizaron una celebración que conmemoraba su cumpleaños número 95. Además de las veintidós mil personas que acudieron en persona, el acontecimiento fue transmitido en la televisión de BYU y a las diversas sedes y capillas de todo el mundo por el sistema satelital de la Iglesia. El renombrado periodista estadounidense Mike Wallace del programa 60 minutos narró la vida y logros de Hinckley. Luego habló el presidente agradeciendo a todos los presentes diciendo "hagamos esto otra vez en cinco años más."
Uno de los aspectos de la gestión de Gordon B. Hincley fue el reconocimiento público de la Masacre de Mountain Meadows en 1857, junto con familiares, líderes cívicos y de la Iglesia de Jesucristo de los Santos de los Últimos días realizaron reuniones póstumas en honor a estos trágicos acontecimientos.

## Honores
Gordon B. Hincley fue elogiado por su sentido del humor y vigor físico, tanto por quienes son fieles a la iglesia de Jesucristo de los Santos de los Últimos Días como por aquellos que no pertenecen a ella. El 23 de junio de 2004, el entonces presidente estadounidense George W. Bush honró a Hinckley con la Medalla Presidencial de la Libertad, uno de los honores más altos concedido por los Estados Unidos, en una ceremonia en la Casa Blanca. En la nota de prensa propuesto por la Casa Blanca indicaba:

Gordon B. Hinckley [...]  ha inspirado a millones y ha liderado en los esfuerzos para mejorar la ayuda humanitaria en momentos de desastre, y los fondos educacionales a través del mundo entero.[cita requerida]

Más que cualquier otro presidente de la Iglesia de Jesucristo de los Santos de los Últimos Días, Hinckley apelaba a la Historia del pasado con el fin de transmitir optimismo sobre el futuro. Su presidencia se caracterizó por una afinidad hacia las relaciones públicas y un deseo personal de viajar entre sus fieles y construir templos en sus países y comunidades.
Hinckley también recibió honores de parte del sector educación, incluyendo el Premio de Ciudadano Distinguido otorgado por Southern Utah University, Premio al Alumno Distinguido de la Universidad de Utah, y doctorados honorarios de Westminster College, Universidad Estatal de Utah, Universidad de Utah (1992), Universidad de Brigham Young, y Southern Utah University. En 1994 recibió el premio "Búfalo de Plata", creado por el Consejo Nacional de los Boy Scouts of America por Servicios Distinguidos a la juventud, y fue honrado por la Conferencia Nacional de Comunidad y Justicia (del inglés, National Conference for Community and Justice), por sus contribuciones en bien de la tolerancia y la comprensión en el mundo. Un reconocimiento similar le otorgó el National Association for the Advancement of Colored People.
No siempre estuvo libre de polémicas, algunos criticaron la ambigüedad de sus respuestas ante los medios de comunicación y no darle la cara a los temas controversiales de la teología mormona. Por ejemplo, en una entrevista el día 4 de agosto de 1997 realizada por Richard N. Ostling, conocido escritor de asuntos religiosos para la revista Time, Hinckley evadió la pregunta si Dios alguna vez fue humano respondiendo que desconocía del todo sobre el asunto. En otra entrevista con el periodista Mike Wallace donde se le cuestionó si los negros descendían de Caín y recibieron su color y chata nariz como consecuencia de una maldición divina, Hinckley respondió que esa doctrina y su significado era una mancha en la historia que había que dejarlo en el pasado. En un discurso durante la Conferencia General de octubre de 1997, Hinckley refirió que las entrevistas no siempre fueron usadas con las interpretaciones correctas y que ciertas cosas—no especificadas—deberían haberse realizado de una manera diferente.

## Muerte
Hinckley fue diagnosticado de diabetes mellitus tipo 2 y luego hospitalizado en 2006 para remover una sección de su colon como consecuencia de un tumor maligno.
El 27 de enero de 2008, aproximadamente a las 19 horas (hora local), Hinckley falleció debido a causas incidentes a su edad, a los 97 años. Rodeado por su familia, Hinckley murió en su apartamento en Salt Lake City. Su reemplazo en la Primera Presidencia, Thomas S. Monson fue llamado a la semana siguiente de los servicios funerarios.

### Servicios funerales
Los Servicios fúnebres fueron realizados el 2 de febrero de 2008 a las 11 horas (hora local) o 1800 UTC en el centro de conferencias de Salt Lake City en Utah. Este evento fue transmitido a nivel mundial por internet y vía satélite. Los servicios fueron seguidos con gran solemnidad por miembros reunidos en sus centros de estaca a través de todo el mundo, con traducción simultánea en su idioma local.
| Predecesor: Howard W. Hunter | Presidente de La Iglesia de Jesucristo de los Santos de los Últimos Días 12 de marzo de 1995 - 27 de enero de 2008 | Sucesor: Thomas S. Monson. |